# ジョルジュ・デュビー
ジョルジュ・デュビー、または デュビィ（Georges Duby、1919年10月7日 - 1996年12月3日）は、フランスの歴史学者。
アナール学派を代表する歴史家であり、西欧中世史を専門とし、人類学、社会学、地理学の研究方法を取り入れた史学史、特に中世経済史・社会史の研究を行った。『女のイマージュ』、『十二世紀の女性たち』、ミシェル・ペローとの共同監修『女の歴史』全5巻など女性史の研究でも知られる。1970年から91年までコレージュ・ド・フランスの中世社会史の教授を務め、1974年にフランス学士院の碑文・文芸アカデミーの会員、1987年にアカデミー・フランセーズの会員に選出された。

## 生涯

### 背景
ジョルジュ・デュビーは1919年10月7日、ジョルジュ・ミシェル・クロード・デュビー（Georges Michel Claude Duby）としてパリに生まれた。母方の家系は代々アルザスからフランシュ＝コンテかけての地域、父方はブレス地方に住んでいた。いずれもフランス東部である。彼の父は家業の馬具商を継ぎ、やがて車大工になり、パリに出てからはドレスや帽子の飾りに使う羽根の染色をしていた。父の退職に伴って一家は故郷フランシュ＝コンテに越し、ソーヌ＝エ＝ロワール県マコンに居を構えた。デュビーは後にマコンを含むマコネー地域における封建制について調査し、博士論文を執筆することになる。

### 教育
1937年に地元の高等学校リセ・ラマルティーヌ（Lycée Lamartine）を卒業し、リヨン大学に入学。当初は地理学者アンドレ・アリックスに師事したが、1939年にストラスブール大学の中世史の教授であったマルク・ブロックの同僚ジャン・デニオー（Jean Déniau）がリヨン大学に赴任し、彼の影響で中世史に転向した。これ以後、デュビーはブロックとリュシアン・フェーヴルによって1929年に創刊されたアナール学派の歴史雑誌『経済社会史年報（Annales d’histoire économique et sociale）』を読み耽った。

### 研究
1942年に高等研究学位および歴史学と地理学の教員一級免許を取得。1944年から1950年までリヨン大学で中世史の助手を務めながら、ソルボンヌ大学で農村史を研究していたシャルル・エドモン＝ペランに師事し（同じアナール学派のジャック・ル・ゴフも師事）、1952年に博士論文「マコネー地域における11・12世紀の社会」をソルボンヌ大学に提出。翌1953年に文学博士号を取得した。故郷マコネー地域の封建制に関するこの論文は、同年に刊行され、1954年に碑文・文芸アカデミーのゴベール賞を受賞した。ルイ14世治下の1663年に設立された碑文・文芸アカデミーは、フランス学士院を構成する5つのアカデミーの一つであり、ゴベール賞はフランス史、西欧中世史・近代史に関する優れた研究に対して与えられ、特に歴史学・考古学の博士論文で受賞することが多い。さらに、この論文のテーマを発展させ、より広く中世社会における階級構造について分析し、1962年に浩瀚な研究書『中世の西洋における農村経済と田舎の生活』（2巻、822ページ）として発表し、再び、ゴベール賞を受賞した。
1950年からフランシュ＝コンテ大学で歴史学の講座を担当した後、1952年にエクス＝マルセイユ大学文学部の中世史の講師として赴任し、1953年に助教授、1954年に教授に昇任。1970年にコレージュ・ド・フランスに中世社会史の教授として就任し、地中海社会研究所（Centre d'Études des Sociétés Méditerranéennes）を設立。所長に就任した。
また、1974年6月28日にシャルル・エドモン＝ペランの後任として碑文・文芸アカデミーの会員に選出され、1987年6月18日にアカデミー・フランセーズの会員に選出された（1988年1月28日就任）。
デュビーは西欧中世の経済史・社会史を芸術との関連で研究するほか（アカデミー・フランセーズにより、歴史書に与えられるゴベール大賞を受賞した『大聖堂の時代』、『中世のヨーロッパ、ロマネスク芸術、ゴシック芸術』など）、図像学研究に基づく『女のイマージュ』、『十二世紀の女性たち』など女性史の研究書も多く発表し、1990年から92年にかけてフランス女性史の第一人者ミシェル・ペローとともに『女の歴史』全5巻を共同監修した。これは女性の歴史に留まらず、「表象、知、権力、日常的実践などあらゆるレベルでの」男性・女性の関係の歴史でもある。
さらに、同じアナール学派の歴史家リュシアン・フェーヴル、ジャック・ル・ゴフ、アラン・コルバン、フィリップ・アリエスらとの性の歴史や心性史に関する共著『愛とセクシュアリテの歴史』、『感性の歴史』なども邦訳されている。
同じ欧州中世史を専門とし、貧困、社会的排除を中心とする社会史研究で知られるブロニスワフ・ゲレメクと1990年に在ポーランド・フランス大使館で再会し、歴史研究の方法や課題、歴史家の使命などについて話し合った。この対談は『共通の情熱』としてフランス（1992年、著書参照）およびポーランド（1995年）で出版された。

### 晩年
1996年12月3日、南仏ブーシュ＝デュ＝ローヌ県ル・トロネ（プロヴァンス＝アルプ＝コート・ダジュール地域圏）で死去、享年77歳。ル・トロネ墓地に埋葬された。
デュビーの著作物、手書き原稿、タイプ原稿などは同じ歴史学者の妻アンドレ・デュビー（Andrée Duby）によって2003年に現代出版資料研究所 (IMEC) に寄託された。

## 学会・審議会
国内外の学会会員、政府の審議会等
学会会員（国内）
- 碑文・文芸アカデミー
- アカデミー・フランセーズ
- マコン芸術・科学・文芸アカデミー（Académie de Mâcon）
- 歴史科学研究委員会（フランス語版） (CTHS)

外国人会員
- イギリス学士院
- ベルギー王立科学・文学・芸術アカデミー（フランス語版）
- 英国王立歴史協会（英語版）（1868年創設、ユニヴァーシティ・カレッジ・ロンドンに本拠を置く。概要[25]）
- アメリカ中世アカデミー（英語版）（概要[26]）
- アッカデーミア・デイ・リンチェイ（ローマ）
- アメリカ哲学協会（概要[27]）
- バルセロナ王立文芸アカデミー（Acadèmia de Bones Lletres de Barcelona）（概要[28]）
- ベルギー王立フランス語・フランス文学アカデミー（フランス語版）（概要[29]）
- ハンガリー科学アカデミー

その他
- フランス国立科学研究所理事
- フランス語高等委員会（Haut Comité de la langue française、現フランス語・地域語に関する一般委員会（Délégation générale à la langue française et aux langues de France）[30]）
- 研究・技術高等審議会（フランス語版）
- フランス・スペイン文化高等審議会（Haut Conseil culturel franco-espagnol）[31]会長
- 地域語・地域文化国家審議会[32]
- テレビ番組制作協会（La Société d'édition de programmes de télévision、SEPT、現アルテ・フランス（フランス語版））

## 栄誉
名誉博士
- オックスフォード大学（イギリス）
- ケンブリッジ大学（イギリス）
- ルーヴァン・カトリック大学（ベルギー）
- アムステルダム自由大学（オランダ）
- リエージュ大学（フランス）
- モントリオール大学（カナダ、ケベック州）
- ルブリン・カトリック大学（現ヨハネ・パウロ2世・ルブリン・カトリック大学（ポーランド語版）、ポーランド）
- パリ・アメリカ大学（フランス語版）（フランス）
- サンティアゴ・デ・コンポステーラ大学（スペイン）
- グラナダ大学（スペイン）

受賞（著書参照）
- ゴベール賞（碑文・文芸アカデミー）
- ゴベール大賞（アカデミー・フランセーズ）

受章
- レジオン・ドヌール勲章コマンドゥール
- 国家功労勲章グラントフィシエ
- 芸術文化勲章コンマンドゥール
- 教育功労章コマンドゥール
- 農事功労章（フランス語版）シュヴァリエ
- オラニエ＝ナッサウ勲章（オランダ語版）オフィシエ（オランダ）

## 著書

### 単著
- La Société aux xie et xiie siècles dans la région mâconnaise (マコネー地域における11・12世紀の社会), Armand Colin, 1953（博士論文）- 碑文・文芸アカデミーのゴベール賞受賞（1954）
- Recueil des Pancartes de l’abbaye de La Ferté-sur-Grosne 1113-1178 (ラ・フェルテ＝シュル＝グローヌ修道院の掲示板集), 1953
- Le Moyen Âge. L’expansion de l’Orient et la naissance de la civilisation occidentale (中世 - 東洋の拡大と西洋文明の誕生), Presses universitaires de France, 1955
- L’Économie rurale et la vie des campagnes dans l’Occident médiéval. (中世の西洋における農村経済と田舎の生活)（全2巻）Aubier, 1962 - 碑文・文芸アカデミーのゴベール賞受賞（1962）
- Fondements d’un nouvel humanisme 1280-1440 (新しい人文主義の基盤), Éditions d'Art Albert Skira, 1966
- L’Europe des cathédrales (大聖堂の欧州), Éditions d'Art Albert Skira, 1966
- L’an mil, Éditions René Julliard, 1967
  - 『紀元千年』若杉泰子訳、公論社（公論選書）1975年
- Adolescence de la chrétienté occidentale (西洋キリスト教世界の青年期), Éditions d'Art Albert Skira, 1967
  - 『ロマネスク芸術の時代』小佐井伸二訳、白水社、1983年、新装版2000年
- Guerriers et paysans. Le premier essor de l’économie européenne, VIIe-XIIe siècles (戦士と農民 - 欧州最初の経済発展), Gallimard, 1973
- Hommes et Structures du Moyen Âge (中世の人間と構造), Mouton, 1973
- Le dimanche de Bouvines, Gallimard, 1973
  - 『ブーヴィーヌの戦い - 中世フランスの事件と伝説』松村剛訳、平凡社、1992年
- Le temps des cathédrales, l’Art et la Société 980-1420 (大聖堂の時代 - 芸術と社会 980-1420), Gallimard, 1976
- Saint Bernard. L’Art cistercien (聖ベルナール - シトー会の芸術), Éditions Art et Métiers Graphiques, 1976
- Le temps des cathédrales (大聖堂の時代), 1977 - アカデミー・フランセーズのゴベール大賞受賞（1977年）
- Les Trois Ordres ou l’Imaginaire du féodalisme (三つの身分、または封建制の想像界), Gallimard, 1978
  - 『中世ヨーロッパの社会秩序』金尾健美訳、知泉書館、2023年
- L’Europe au Moyen Âge, Art roman, Art gothique (中世のヨーロッパ、ロマネスク芸術、ゴシック芸術), Flammarion, 1979
  - 『ヨーロッパの中世 - 芸術と社会』池田健二・杉崎泰一郎訳、藤原書店、1995年
- Le Chevalier, la Femme et le Prêtre. Le mariage dans la société féodale (騎士・女性・司祭 - 封建社会における結婚), Hachette, 1981
  - 『中世の結婚 - 騎士・女性・司祭』篠田勝英訳、新評論、1984年、新装版1994年
- Guillaume le Maréchal ou le meilleur chevalier du monde (ギヨーム・ル・マレシャル - 世界最高の騎士), Fayard, 1984
- Histoire de France : le Moyen Âge 987-1460 (フランス史 - 中世 987-1460), Hachette, 1987
- Mâle Moyen Âge : De l’amour et autres essais (中世の男性 - 愛について、他の随筆), Flammarion, 1988
- La sculpture, du Ve et XVe siècle (彫刻 - 5世紀から15世紀まで), Éditions d'Art Albert Skira, 1989
- L’Histoire continue, Odile Jacob, 1991
  - 『歴史は続く』松村剛訳、白水社、1993年
- Images de femmes, Plon, 1992
  - 『女のイマージュ - 図像が語る女の歴史』（『女の歴史』別巻1）杉村和子・志賀亮一訳、藤原書店、1994年
- La Chevalerie (騎士道), Perrin, 1993
- An 1000, an 2000, sur les traces de nos peurs (紀元千年、二千年紀 - 我々の恐怖の足跡), 1995
- Dames du xiie siècle - I. Héloïse, Aliénor, Iseut et quelques autres / II. Le souvenir des aïeules / III. Ève et les prêtres（全3巻）Gallimard, 1995-1996, (合本) Gallimard, 2020
  - 『十二世紀の女性たち』新倉俊一・松村剛訳、白水社、2003年

（I. エロイーズ、アリエノール、イズーとその他の女たち / II. 先祖の女性の記憶 / III. イヴと司祭たち）

### 共著・監修
- Le procès de Jeanne d’Arc (ジャンヌ・ダルク裁判), Gallimard, 1973 - 妻アンドレ・デュビー（Andrée Duby）共著
- Atlas historique (歴史図解), Larousse, 1978 - 監修
- Histoire de la civilisation française, Armand Colin, 1958（全2巻）- ロベール・マンドルー（フランス語版）共著
  - 『フランス文化史』前川貞次郎・島田尚一・鳴岩宗三訳（I. 中世、II. 近代、III. 現代、全3巻）
　人文書院、1969-1970年（人文選書）、新版1988年（「I. 中世」- デュビー執筆、「II. 近代」、「III. 現代」- マンドルー執筆）
- Histoire de la France, Des origines à nos jours (フランス史 - 起源から今日まで), Larousse, 1970-1971（全3巻）- 監修
- Histoire de la France rurale (フランス農村史), Le Seuil, 1976（全4巻）- アルマン・ワロン（Armand Wallon）共同監修
- La Méditerranée. Les hommes et l'héritage, Arts et Métiers Graphiques, 1978
  - デュビーの論考「遺産」収録 - 『地中海世界 2 - 人間と遺産』フェルナン・ブローデル編、神沢栄三訳、みすず書房、1992年
　『地中海世界』 みすず書房、2000年、新版2011年 - 『― 1 - 空間と歴史』1990年 と合本新版
　1. 空間と歴史（ブローデル「陸地」、「海」、「夜明け」/ フィリッポ・コアレッリ（フランス語版）「ローマ」/ ブローデル「歴史」/ モーリス・エマール (Maurice Aymard)「空間」）
　2. 人間と遺産（ロジェ・アルナルデス（フランス語版）「唯一の神」/ ジャン・ゴードメ（フランス語版）「ローマの奇蹟」/ ピエール・ジョルジォ・ソリナス（イタリア語版）「家族」/ エマール「民族移動」/ ブローデル「ヴェネツィア」/ デュビー「遺産」）
- Dialogues (対談), Flammarion, 1980
  - 『歴史家のアトリエ』阿部一智訳、新評論、1991年 - ギー・ラルドロー（フランス語版）との対談
- Histoire de la France urbaine (フランス都市史), Le Seuil, 1980-1985（全5巻）
- Histoire de la vie privée (私生活の歴史), Le Seuil, 1985-1987（全5巻）- フィリップ・アリエス共同監修
- L’Histoire de Paris par la peinture (絵画に見るパリの歴史), Belfond, 1988 - ギィ・ロブリション（フランス語版）共著
- Histoire des femmes en Occident (西欧女性史), Plon, 1990-1992（全5巻）- ミシェル・ペロー共同監修
  - 『女の歴史』全5巻（10分冊）、杉村和子・志賀亮一監訳、藤原書店、1994-2001年
　別巻1『女のイマージュ - 図像が語る女の歴史』、別巻2『「女の歴史」を批判する』
- Passions communes (共通の情熱), Seuil, 1992 - ブロニスワフ・ゲレメク共著（対談）

### 雑誌特集号・刊行
- « L'amour et la sexualité » in L'Histoire, 1984（歴史雑誌『リストワール（フランス語版）』特集号「愛とセクシュアリテ」）
  - 『愛とセクシュアリテの歴史』福井憲彦・松本雅弘訳、新曜社、1988年
- Amour et sexualité en Occident (西欧における愛とセクシュアリテ), Seuil, 1991
  - 『愛と結婚とセクシュアリテの歴史』福井憲彦・松本雅弘訳、新曜社、1993年（上記を増補改題）
　ジョルジュ・デュビー「序文」/ ジョルジュ・デュビー「現代の愛は、もはやかつての愛ではない」/ 1. 自由な愛 - ゲームの規則（ジャン・ボッテロ（フランス語版）「すべてはバビロニアにはじまる」/ クロード・モセ（フランス語版）「レスボスのサッフォー」/ ジャック・ソレ (Jacques Solé)「トゥルバドゥールと情熱の愛」/ フランソワ・ルブラン（フランス語版）「避妊のはじまり」/ アラン・コルバン「姦通の魅惑」）2. カップル - ひとりの男とひとりの女（ボッテロ「最初のカップル、アダムとイヴ」/ ポール・ヴェーヌ「ローマ時代の結婚」/ ジャック・ル・ゴフ「快楽の拒否」/ ミシェル・ソ（フランス語版）「キリスト教的結婚の生成」/ ダニエル・ロッシュ（フランス語版）「二人に一台のベッド」/ コルバン「新婚夫婦の小聖書」/ アルレット・ルビグル（フランス語版）「離婚への長い歩み」）3. 快楽と苦痛 - 情熱の病（ギィ・ショシナン＝ノガレ（フランス語版）「サドは存在したか」/ アンヌ・マリー・ムーラン (Anne-Marie Moulin)、 ロベール・ドロール（フランス語版）「梅毒はアメリカの病気か」/ フランソワーズ・テボー（フランス語版）「懐胎の恐怖」/ ロジェ＝アンリ・ゲラン（フランス語版）「マスターベーション糾弾！」/ ミシェル・レ (Michel Rey)「秘密の儀式」/ モーリス・ルヴェ（フランス語版）「オスカー・ワイルド裁判」4. 増補（ヴェーヌ「ローマにおける同性愛」/ デュビー「女性、愛、そして騎士」/ フィリップ・アリエス「かつての時代の避妊について」

### 日本版での編訳
- 森本芳樹編『西欧中世における都市と農村』九州大学出版会、1987年
  - ジョルジュ・デュビー「フランス史における都市的なものと農村的なもの - 対比の試み」宮松浩憲訳 / マイケル・ミッテラウアー（ドイツ語版）「古代都市から中世都市へ」藤田裕邦・森本芳樹訳 / ジョルジュ・デスピィ（フランス語版）「9-10世紀の都市と農村 - ムーズ地域の場合」平嶋照子・森本芳樹訳 / ジャン・シュネーデル（フランス語版）「フランス王国におけるフランシーズ文書の起源 - 11-12世紀」山田雅彦訳 / ロルフ・キースリンク（ドイツ語版）「中世後期における都市=農村諸関係 - 特に南ドイツの例による最近の業績を手掛りとした問題提起と方法についての考察」田北広道訳 / ヘルマン・ファン・デル・ウェー（ドイツ語版）「中世後期 - アンシャン・レジーム末期ネーデルラントの工業成長 - プロト工業化論争への批判的考察と統合モデル構築の試み」藤井美男訳
- リュシアン・フェーヴル、アラン・コルバン共著『感性の歴史』大久保康明・坂口哲啓・小倉孝誠訳、藤原書店、1997年 
　I. 感性の歴史の方法（フェーヴル「歴史学と心理学」、「感性と歴史」/ デュビィ「社会史と心性史」/ コルバン「感性の歴史の系譜」）II. 感性の歴史の諸相（フェーヴル「魔術」、「「おおよそ」と「正確さ」という感性」、「恐怖」、「死」、「安心ということ」/ コルバン「電気と文化」、「涙」、「恋愛と文学」、「音と共同体」、「音の風景」）

### その他
- 「貴族社会における「若者たち」― 北西フランスの十二世紀 (若者 - 騎士叙任から父親になるまで / 放浪、馬上槍試合、戦い / 長男の冒険 / 妻を探す旅 / トルバドゥール)」
　中村督訳、叢書『アナール 1929-2010』歴史の対象と方法「第III巻：1958-1968 第10章」
（エマニュエル・ル・ロワ・ラデュリ、アンドレ・ビュルギエール（フランス語版））監修、浜名優美監訳、藤原書店、2013年12月)